# Carlos Vera
Pour les articles homonymes, voir Vera et Carlos Vera (journaliste).
Carlos Alfredo Vera Rodríguez (né le 25 juin 1976) est un arbitre équatorien de football, qui officie internationalement depuis 2006.

## Carrière
Il a officié dans des compétitions majeures :
- Jeux Panaméricains 2007 (2 matchs)
- Championnat d'Équateur de football 2009 (finale retour)
- Championnat d'Équateur de football 2010 (finale aller)
- Copa América 2011 (2 matchs)
- Coupe du monde 2014